# Goiânia
Goiânia är en stad och kommun i centrala Brasilien och är huvudstad i delstaten Goiás. Staden är belägen vid floden Meia Ponte och folkmängden uppgår till cirka 1,4 miljoner invånare, med cirka 2,4 miljoner i hela storstadsområdet. Goiânia är en så kallad planerad stad, och grundades den 24 oktober 1933 för att ersätta Goiás som delstatens huvudstad. 1937 utfärdades ett dekret att staden installerades som Goiás huvudstad, men den officiella invigningen skedde först 1942.
I Goiânia inträffade i september 1987 en svår olycka med radioaktivt material (Cesium-137), som stulits från en nedlagd medicinsk klinik.  Fyra personer avled efter att tjuvar och skrothandlare på felaktigt sätt handskats med ämnet och flera platser i staden blev radioaktivt kontaminerade.

## Administrativ indelning
Kommunen var år 2010 indelad i två distrikt:
- Goiânia
- Vila Rica

## Befolkningsutveckling
| Område              | Areal (km²)   | Invånarantal 1 augusti 2000 | Invånarantal 1 augusti 2010 | Invånarantal 1 juli 2014 |
| ------------------- | ------------- | --------------------------- | --------------------------- | ------------------------ |
| Storstadsområde     | 7 315,15      | 1 743 297                   | 2 173 141                   | 2 384 560                |
| Kommun              | 732,80        | 1 093 007                   | 1 302 001                   | 1 412 364                |
| Urban befolkning    | Ingen uppgift | 1 085 806                   | 1 297 076                   | Ingen uppgift            |
| ...varav centralort | Ingen uppgift | 1 085 119                   | 1 296 295                   | Ingen uppgift            |

Storstadsområdet består av 20 kommuner: Abadia de Goiás, Aparecida de Goiânia, Aragoiânia, Bela Vista de Goiás, Bonfinópolis, Brazabrantes, Caldazinha, Caturaí, Goianápolis, Goiânia, Goianira, Guapó, Hidrolândia, Inhumas, Nerópolis, Nova Veneza, Santo Antônio de Goiás, Senador Canedo, Terezópolis de Goiás och Trindade.